# Waubun
Waubun – miasto w Stanach Zjednoczonych, w stanie Minnesota, w hrabstwie Mahnomen.